# (7298) 1992 WM5
(7298) 1992 WM5 là một tiểu hành tinh vành đai chính. Nó được phát hiện bởi Kenzo Suzuki và Takeshi Urata in the city thuộc Toyota, Aichi, Nhật Bản, ngày 16 tháng 11 năm 1992.